# Поваренная книга Декаданса
«Поваренная книга Декаданса» (англ. The Decadent Cookbook) — роман писателей Медлара Луканa (англ. Medlar Lucan) и Дуриана Грэя (англ. Durian Gray). Под этими псевдонимами выступают Алекс Мартин и Джером Флетер, два приятеля из Оксфорда, которые решили написать эту книгу, «устав от преподавания и сочинения детских книжек». Первое издание вышло 4 августа  1997 года.
Согласно сюжету Лукан и Грэй некогда содержали в Эдинбурге ресторан «Декаданс», который был скандально известен из-за специфики меню. В своей книге авторы ностальгируют, описывая свой ресторан и его блюда. Примеры описанных в книге кушаний: жареный дикобраз, «рука цыганки», «ягодицы канцлера», «запеканка из лапок панды», собака с бананами. Все вымышленные рецепты стилизованы под настоящие «с издевательским правдоподобием»: например, среди источников рецептов ресторана была указана древнеримская поваренная книга «Пена дней» Бориса Виана.
Книга не только содержит «исторически достоверные» рецепты, но и описывает суть идеологии декаданса.  Вспоминания о кулинарии перемежаются в книге цитатами, описывающими экзотические трапезы, из произведений Гомера, Г. Флобера, Т. Смоллета, Ф. Готье. Декаданс авторами понимается буквально, как пресыщенность, которая приводит к поиску изощрённых удовольствий.
На английском языке книга переиздавалась в 2003 и 2013 годах, а в 2014 вышло электронное издание.